# Viticulture au Danemark
La viticulture au Danemark est la plus récente d'Europe puisqu'elle date de l'an 2000. Elle doit son existence au réchauffement climatique et à la légalisation de sa production de vin en 1999, lorsque l'Union européenne a donné au Danemark son feu vert pour cultiver 99 hectares de vigne. 

## Histoire

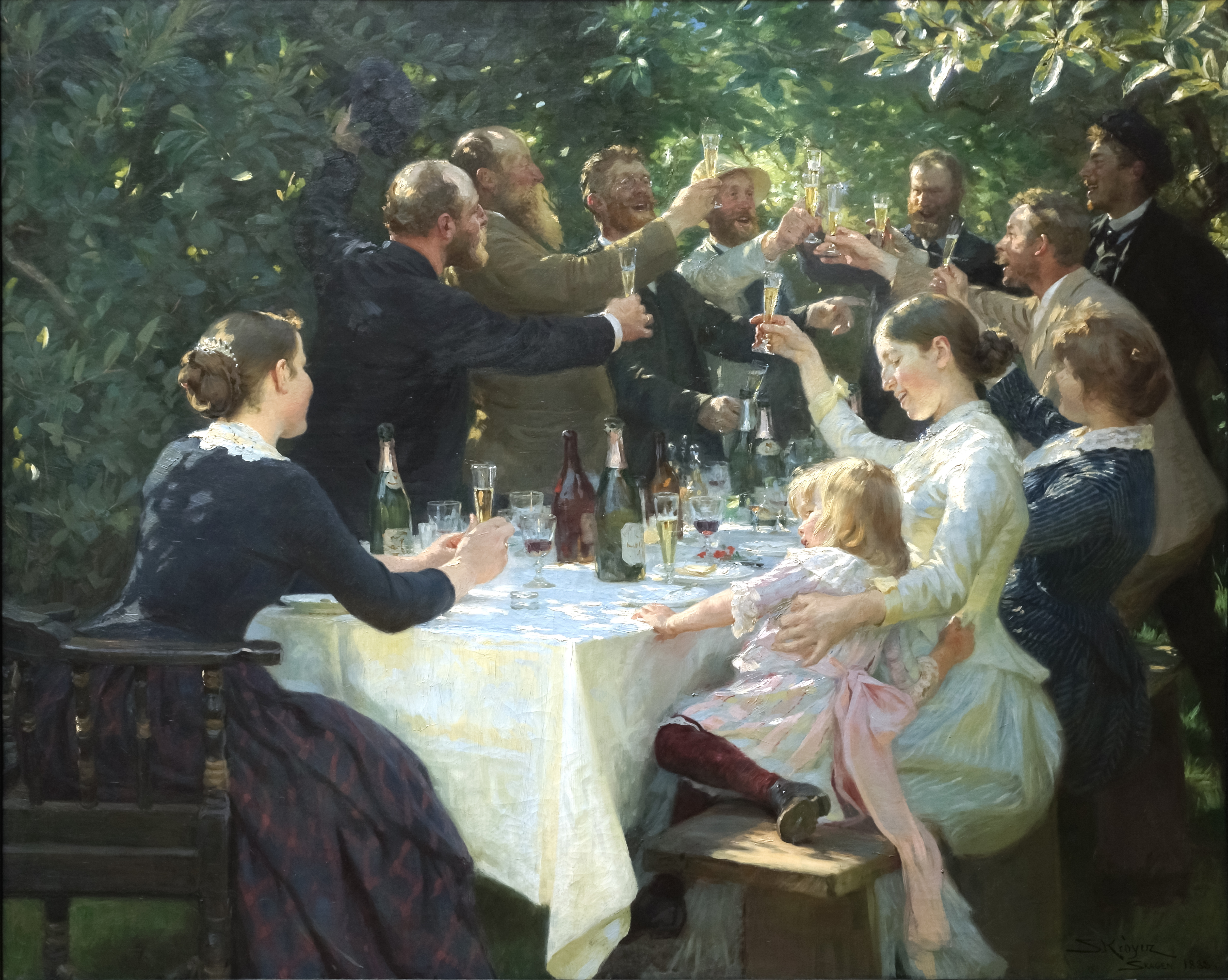
Hip hip hourra! Fête des artistes à Skagen
Peder Severin Krøyer, 1888, peintre danois, Musée des beaux-arts de Göteborg.

Dans les années 1990, le Danemark, pays alors non producteur, était celui où la consommation de vin per capita était la plus importante. Le marché du vin rouge arrivait en tête avec 60 % des ventes. Dans les grandes/moyennes surfaces, un système de commercialisation prédominait la quatrième bouteille gratuite pour trois achetées. 
Depuis 1972, date de l'adhésion du pays au Marché commun, les vins français avaient conquis progressivement la première place. Celle-ci appartenait préalablement à l'Espagne avec 28 % des ventes, quinze ans plus tard la France arrivait en tête avec 26 % et les vins espagnols ne représentaient plus que 7 % du marché. 
Vivant dans le seul pays scandinave a ne pas avoir de monopole d'État, les Danois pouvaient rapporter du sud de l'Europe des quantités importantes de vins muni d'une licence d'importation accordée avec facilité. La seule contrainte pour entreposer leur stock, qui pouvait atteindre plusieurs palettes, était de posséder un local clos et facilement accessible au contrôle. Le garage familial fut le plus souvent choisi. 
Ces vins de garage, commercialisés jusqu'à la fin 1992 par 400 importateurs environ, représentaient 20 % du marché danois. Le reste étant assuré par une cinquantaine de négociants grossistes. Ce privilège prit fin le 1er janvier 1993. 
En raison de la surproduction du vin en Europe, les Danois avaient été interdits, par la commission de Bruxelles, de produire du vin lors des 10 dernières années du XXe siècle. Cette restriction a été levée en 1999, avec une limite de plantation fixée à 99 hectares. Ce qui a permis que les premières bouteilles, millésime 2001, puissent être mises en vente.
Le pionnier de cette nouvelle viticulture, a été Sven Moesgaard, un pharmacien d'un petit village du Jutland, dont le vignoble du Moesgaard Skaersoegaard jouxte l'autoroute qui mène vers Copenhague. Il avait passé toute la durée du moratoire de l'Union européenne à perfectionner ses vins et a pu les commercialiser dès l'interdiction levée.
Il fut suivi par une vingtaine propriétaires de petits vignobles dans le Jutland et de Lolland qui vinifièrent une gamme de cépages rouges ou blancs où dominait le Cabernet Cortis. Huit cépages différents ont été importés d'Allemagne au cours de l'été 2007 pour permettre à un centre de recherche gouvernemental d'étudier leur potentiel.

## Situation géographique
Le réchauffement climatique a rendu possible de cultiver la vigne et de produire du vin au-dessus du 55e parallèle. Au cours des dernières décennies, il a prolongé la période végétative de trois semaines. De plus, le pays étant à la limite du jour polaire de l'hémisphère nord, les nuits blanches font que le soleil est présent jusqu'à onze heures du soir. Ce qui a une influence sur le raisin.

### Climat
Copenhague a un climat de type Cfb (Océanique) avec comme record de chaleur 33,8 °C le 12/8/1975 et comme record de froid −24,2 °C le 26/1/1942. La température moyenne annuelle est de 9 °C.
| Mois                              | jan.  | fév. | mars  | avril | mai  | juin | jui. | août | sep. | oct. | nov.  | déc. | année |
| --------------------------------- | ----- | ---- | ----- | ----- | ---- | ---- | ---- | ---- | ---- | ---- | ----- | ---- | ----- |
| Température minimale moyenne (°C) | −0,9  | −0,9 | 0,6   | 3,7   | 8,2  | 11,8 | 13,9 | 13,8 | 10,6 | 7,2  | 3,4   | 0,7  | 6     |
| Température moyenne (°C)          | 1,1   | 1,2  | 3,3   | 7,2   | 12,3 | 15,7 | 17,7 | 17,7 | 13,9 | 9,8  | 5,5   | 2,7  | 9     |
| Température maximale moyenne (°C) | 3,1   | 3,3  | 5,9   | 10,7  | 16,3 | 19,5 | 21,5 | 21,5 | 17,2 | 12,5 | 7,5   | 4,6  | 12    |
| Record de froid (°C)              | −24,2 | −20  | −18,5 | −8,8  | −3,4 | 1    | 4    | 0,6  | −3,2 | −7   | −15,2 | −16  | −24,2 |
| Record de chaleur (°C)            | 11,8  | 15,8 | 20,8  | 26,2  | 28,5 | 32,7 | 33   | 33,8 | 29,8 | 23,2 | 16,6  | 12,8 | 33,8  |
| Précipitations (mm)               | 51,4  | 34   | 44,5  | 38    | 41,6 | 57,8 | 58,6 | 54,9 | 67,8 | 58   | 59,2  | 59,7 | 625,6 |

## Vignoble

### Encépagement
Les conditions climatiques et la constitution des sols ont imposé le choix des cépages. Parmi les variétés s'adaptant le mieux à toutes ces contraintes, sols, climat, maladies, il y a le Rondo, le Merlot, la Madeleine Angevine, l'Orion, l'Ortega et le Regent.
Le Léon Millot est également recommandé. D’après Sven Moesgaard « il donne une robe puissante et des tonalités un peu sauvages et violentes au vin rouge de Skaesøgaard, qui contient du régent et du rondo ».

### Méthodes culturales
La législation danoise limitant les traitements impose une culture biologique de la vigne. Les vignobles commerciaux, non subventionnés,  ne sont pas rentables et leur petite taille ne justifie pas d'investissement. De nombreux travaux sont effectués manuellement avec des couts assez élevés. Seules les vendanges attirent des bénévoles.
Un avenir viticole précaire mais auquel la France croit puisque par l'intermédiaire des services de son ambassade, elle propose aux étudiants danois intéressés un « Master International Vintage (Vine, Wine and Terroir Management), reconnu programme d’excellence par la Commission Européenne dans le cadre du programme Erasmus Mundus, qui a pour objectif de former les cadres des filières viti-vinicoles internationales ».

### Vinification
En 2006, le pays a produit près de 40 000 bouteilles, puis 75 000, en 2010. En 2011, la production a atteint 250 000 bouteilles. Chiffre qui ne peut que croître puisque dix nouveaux vignobles commerciaux sont créés chaque année.

### Terroirs et vins

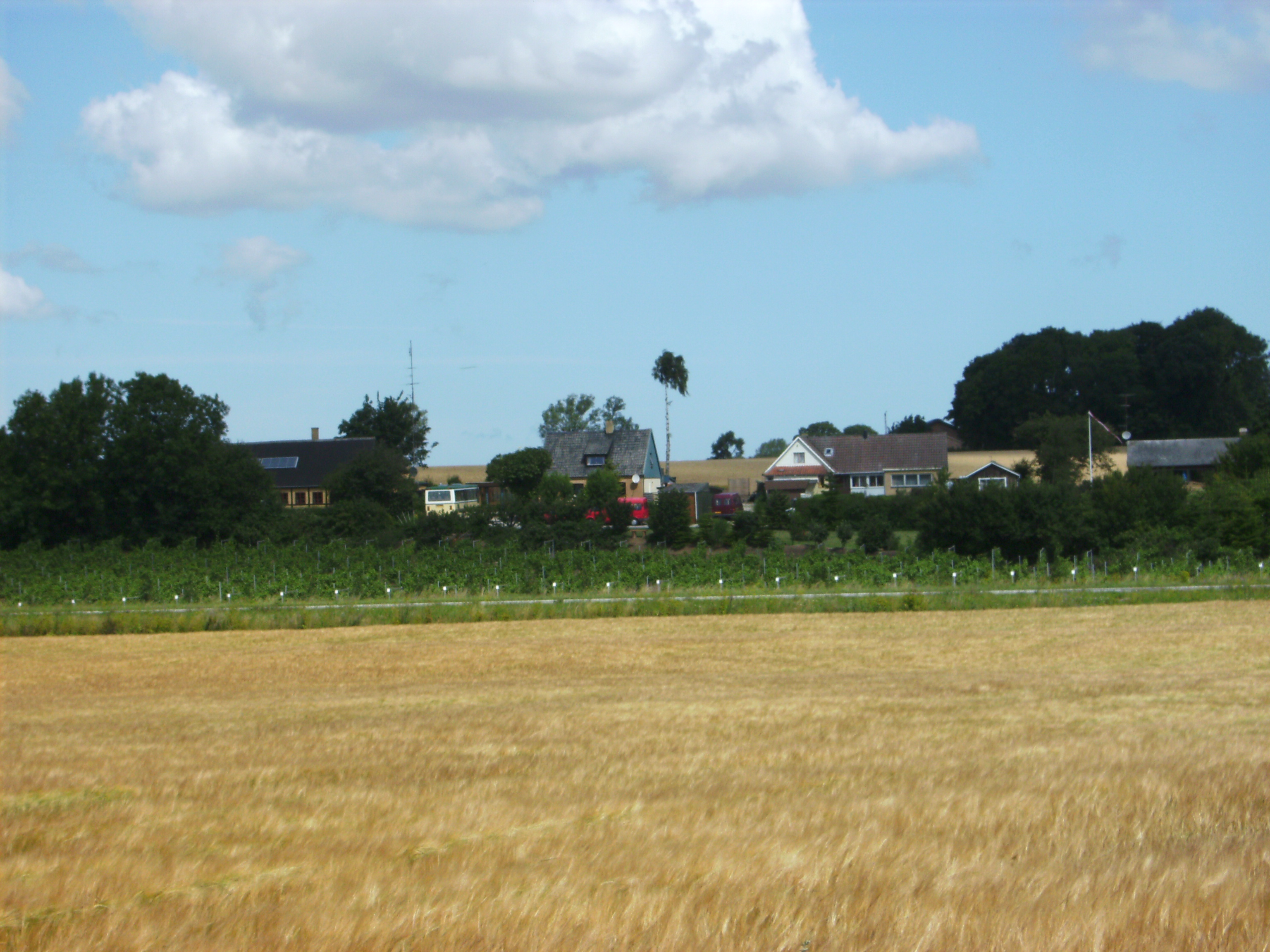
Blés et vignes à Sløsse

Jesper Boelskifte, président de l'Association danoise des Sommeliers, avait constaté à propos d'un rouge du Moesgaard Skaersoegaard : « Il se boit magnifiquement maintenant, c'est très fruité, mais il manque de corps et de structure.. Mais s'il [Sven  Moesgaard] peut faire aussi bien avec un tel millésime difficile comme 2001, alors le potentiel de la vigne est très bon ».
Le vin rouge danois possède « Couleur sombre, arôme puissant de fumé, feuille de cassis et autres arômes encore, avec une petite amertume persistante en bouche ».
Le vin rosé, est généralement un assemblage de Léon Millot, Phoenix, Don muscat et Maréchal Foch, ce vin est léger et agréable à boire.
Le vin blanc s'est distingué au palmarès de l’International Wine Challenge où deux cuvées ont été récompensées : une madeleine-angevine 2008 (médaille de bronze) et un mousseux, le dons-orion 2007 de Skaesøgaard (médaille d'argent).

### Structures des exploitations
Jean Becker, qui a ses vignes à Birkerød et préside l'association des viticulteurs danois (Foreningen af Danske Vinavlere), indique qu'en une décennie, son association regroupe environ 1 400 membres dont une cinquantaine exploitent un vignoble à but commercial, les autres adhérents ayant de toutes petites exploitations. L'un des membres est le Prince Henrik de Danemark qui possède une centaine de pieds de vigne au château de Fredensborg.